# عبدالله جمعان الدوسری
عبدالله محمد الجمعان الدوسری (عربی: عبد الله محمد الجمعان الدوسری)؛ زادهٔ ۱۰ نوامبر ۱۹۷۷ بازیکن فوتبال اهل عربستان سعودی است.وی پدر سالم الدوسری است.
وی در تیم ملی فوتبال عربستان ۲۳ بازی انجام داده است و عضو این تیم در جام جهانی فوتبال ۲۰۰۲ بوده است.